# 梭魮
梭魮（学名：Labeobarbus lucius）为輻鰭魚綱鯉形目鲤科的其中一種，分布於非洲安哥拉及剛果共和國，體長可達23公分，棲息在中底層水域，可做為食用魚。